# Celebic-Sprachen
Die Celebic-Sprachen bilden einen Zweig der malayo-polynesischen Sprachen innerhalb der austronesischen Sprachen. Die Celebic-Sprachen werden auf der Insel Sulawesi gesprochen und sind wie folgt untergliedert:
- Tomini-Tolitoli-Sprachen
- Kaili-Pamona-Sprachen
- Wotu-Wolio-Sprachen
- Ost-Celebic
  - Saluan-Banggai-Sprachen
  - Südost-Celebic
    - Bungku-Tolaki-Sprachen
    - Muna-Buton-Sprachen